# Katrina Kaif
Katrina Kaif (in hindī कैटरीना कैफ़, Kaiṭarīnā Kaifa; in telugu కత్రినా కైఫ్, Katrinā Kaiph; Hong Kong, 16 luglio 1983) è un'attrice britannica.

## Biografia
Nata a Hong Kong da padre musulmano indiano e di madre cristiana inglese, ha la cittadinanza britannica.
Ha lavorato inizialmente come modella a Londra e in seguito è stata notata da Kaizad Gustad, che le ha offerto una parte nel suo film Boom.
In seguito è apparsa in varie pellicole, sia in hindi, che in telugu e malayalam.
Oggi è una delle più apprezzate attrici di Bollywood. Ha ottenuto il suo primo successo con Sarkar e nel ruolo principale con Namastey London.

## Curiosità
A causa della sua scarsa conoscenza della lingua hindi e del suo forte accento britannico, inizialmente, la voce di Katrina Kaif è stata doppiata, a partire dal film New York. L'attrice ha iniziato ad utilizzare la propria voce a partire dal film Namastey London, nel quale l'attrice ha doppiato se stessa in quanto recitava la parte di una ragazza nata e cresciuta a Londra e quindi il suo accento era perfetto per la parte.

## Filmografia parziale
- Boom (2003)
- Hum Ko Deewana Kar Gaye (2006)
- Sposerò mia moglie (2007)
- Partner (2007)
- Welcome (2007)
- Un truffatore in famiglia (2008)
- Singh Is Kinng (2008)
- Yuvvraaj (2008)
- New York (2009)
- Blue (2009)
- Ajab Prem Ki Ghazab Kahani (2009)
- De Dana Dan (2009)
- Raajneeti (2010)
- Tees Maar Khan (2010)
- Housefull 3 2016
- Zindagi Na Milegi Dobara (2011)
- Mere Brother Ki Dulhan (2011)
- Agneepath (2012, item number Chikni Chameli)
- Ek Tha Tiger (2012)
- Jab Tak Hai Jaan (2012)
- Dhoom 3 (2013)
- Main Krishna Hoon (2013)
- Dil Pardesi Ho Gaya (2013)
- Phata Poster Niknla Hero (2013)
- Bang Bang (2014)
- Jewel of India (2015)
- Phontom (2015)
- Fuddu (2016)
- Fitoor (2016)
- Baar Baar Dekho (2016)
- Jagga Jasoos (2017)
- Tiger Zinda Hai (2017)